# 影片畫格
在電影製作、影視製作、動畫和相關領域中，一個影片畫格（又稱「幀」）是組成完整的運動圖片的眾多靜止圖像之一。該術語源於電影底片的歷史發展，因為底片所依次記錄的單個圖像，在單獨檢查時看起來就像畫框圖片，因此被稱為畫格。

## 概述
當播放運動圖片時，每個畫格會在屏幕上快速顯示一段時間，然後立即被下一個畫格替換。視覺暫留將這些畫格混合在一起，產生了移動圖像的視錯覺。

## 物理電影畫格
在電影膠片條中，個別畫格由幀線（Frame line）分開。通常，需要24個畫格才能拍攝1秒的電影。

## 影片畫格
從歷史上看，影片畫格是以類比訊號形式表示的，其中不同的電壓表示了整個螢幕上的光強度。

## 靜止畫格
靜止畫格是從電影或影片中抓取的單個靜態圖像，而電影或影片是動態（運動）圖像。靜止畫格也被稱影片預覽、縮圖、關鍵畫格、海報畫格、或螢幕截圖。在影片平台中，廣泛使用凍結畫格，以向觀眾展示預覽。